# Мэлой, Селеста
Селеста Мэлой (англ. Celeste Maloy; род. 22 мая 1981, Сидар-Сити, Юта) — американский политический деятель, член Палаты представителей США от Юты с 28 ноября 2023 года.

## Биография
Родилась 22 мая 1981 года в городе Сидар-Сити, штат Юта, США. Её детство прошло в Неваде, где она жила вместе с родителями, пятью братьями и сёстрами. Её мать Кэти работала в компании Avon Products, а отец Эдвард был пожарным. 
Позже Мэлой окончила среднюю школу Паранагат-Вэлли в Аламо, штат Невада. После окончания средней школы она поступила в Университет Южной Юты, где получила степень в области сельского хозяйства. В 2015 году она получила степень доктора юридических наук в юридической школе Дж. Рубена Кларка при Университете Бригама Янга. 

## Карьера
После окончания юридического факультета Мэлой работала в округе Вашингтон, штат Юта, в качестве помощника окружного прокурора по вопросам земельной и водной политики. Она вела общественную деятель, направленную на защиту и поощрение землевладельцев штата в подкомитете Палаты представителей США по надзору за природными ресурсами и расследованиям.
В июне 2023 года она выдвинула свою кандидатуру на внеочередных выборах в 2-м избирательном округе штата Юта после того, как представитель Крис Стюарт объявил о своей отставке по семейным обстоятельствам. Стюарт публично поддержал кандидатуру Мэлой после сообщений о том, что тринадцать других республиканцев подали заявки на выдвижение своих кандидатур.
24 июня 2023 года Мэйлой победила на республиканском съезде в Юте, став официальным кандидатом от партии на внеочередных выборах. 21 ноября на всеобщих выборах Мэлой встретилась с сенатором штата Кэтлин Риб и с большим отрывом одержала победу. Она была приведена к присяге 28 ноября 2023 года.

## Личная жизнь
Мэлой и члены её семьи яаляются членами организации Церковь Иисуса Христа Святых последних дней.